# سگ‌های شکاری برادوی (فیلم ۱۹۸۹)
سگ‌های شکاری برادوی (به انگلیسی: Bloodhounds of Broadway) فیلمی محصول سال ۱۹۸۹ و به کارگردانی هاوارد بروکنر است. در این فیلم بازیگرانی همچون مت دیلون، جنیفر گری، جولی هاگرتی، روتخر هاور، مدونا، اسای مورالس، آنیتا موریس، رندی کواید، یوزف زومر، استیو بوشمی، فیشر استیونس، آلن راک، دینه مانوف و اتان فیلیپس ایفای نقش کرده‌اند.